# Leonid Minin
Leonid Efimovich Minin (em ucraniano: Леонід Юхимович Мінін) (nascido em 14 de dezembro de 1947) é um traficante internacional de armas.
Foi preso em 4 de agosto de 2000 em Milão.